# Pierre Aujame
Pierre Aujame, né le 6 mars 1834 à Saint-Pourçain-sur-Sioule (Allier) et mort le 26 juillet 1902 à Commentry (Allier), est un homme politique français.

## Biographie
Fabricant de meubles et à la tête d'un magasin de nouveautés à Commentry, il préside aussi la société des Forges du Centre. Opposant à l'Empire, il est maire de Commentry et conseiller général du canton de Commentry en 1871. Il est président du tribunal de commerce de Montluçon lors de sa création, en 1880.
Il est député de l'Allier de 1885 à 1889, inscrit au groupe de l'Union des Gauches. Battu aux cantonales en 1889, il ne se représente pas comme député. Il est réélu conseiller général de Commentry en 1895 et siégera jusqu'en 1901.